# (17002) Kouzel
(17002) Kouzel (1999 CV54) – planetoida z pasa głównego asteroid okrążająca Słońce w ciągu 3,74 lat w średniej odległości 2,41 j.a. Odkryta 10 lutego 1999 roku.